# ТЕС Gbarain
4°47′42.3″ пн. ш. 5°53′27.3″ сх. д. / 4.795083° пн. ш. 5.890917° сх. д.
ТЕС Gbarain (Gbarain Ubie) — теплова електростанція в Нігерії у південному штаті Баєлса.
Розрахована на використання природного газу ТЕС розташована просто в нафтовидобувному районі в дельті Нігеру, за 40 км на захід від міста Йенагоа. Знаходиться менш ніж за 10 км від газопереробного заводу Gbarain-Ubie, що постачатиме її паливом.
Станція є однією з десяти, спорудження яких здійснювалось у відповідності до оголошеної 2005 року програми стрімкого нарощування можливостей електроенергетики National Integrated Power Projects. Її основне обладнання складається із двох газових турбін General Electric типу 9E одиничною потужністю 112,5 МВт.
ТЕС, генеральним підрядником будівництва якої виступила компанія Rockson Engineering, досягла конструкційної готовності у першому кварталі 2017 року. Втім, станом на літо 2017-го станція ще не розпочала видачу продукції до енергомережі країни.
На етапі будівництва проект реалізовувався через державну компанію Niger Delta Power Holding Company (NDPHC). У середині 2010-х років уряд оголосив про плани приватизувати всі об'єкти, виконані за програмою National Integrated Power Projects.